# Tercera División de España 1956-57
La temporada 1956–57 de la Tercera División de España de fútbol corresponde a la 20.ª edición del campeonato y se disputó entre el 9 de septiembre de 1956 y el 30 de junio de 1957.

## Sistema de competición
La Tercera División de España 1956-57 fue organizada por la Federación Española de Fútbol (RFEF).
El campeonato contó con la participación de 260 clubes divididos en dieciséis grupos con distinto número de equipos cada uno. La competición siguió un sistema de liga, de modo que los equipos de cada grupo se enfrentaron entre sí, todos contra todos en dos ocasiones -una en campo propio y otra en campo contrario- sumando un total de tantas jornadas según el grupo. El orden de los encuentros se decidió por sorteo antes de empezar la competición.
Se estableció una clasificación con arreglo a los puntos obtenidos en cada enfrentamiento, a razón de dos por partido ganado, uno por empatado y ninguno en caso de derrota. En caso de empate a puntos entre dos o más clubes en la clasificación, se tuvo en cuenta el mayor cociente de goles. 
Los primeros clasificados de cada grupo disputaron la Fase de Ascenso en sistema de eliminatorias a doble partido a partir de octavos de final. Los cuatro vencedores de los cuartos de final ascendieron a Segunda División.
Los segundos clasificados de cada grupo disputaron la Promoción de Ascenso en sistema de eliminatorias a doble partido a partir de octavos de final. Los cuatro vencedores de los cuartos de final se enfrentaron en otra eliminatoria a los decimoquintos y decimosextos clasificados de los dos grupos de Segunda División para decidir ascenso o permanencia según el caso.
Hubo una excepción con los grupos catalanes, divididos en dos grupos muy numerosos. El Grupo VI era donde se ubicaban los equipos de la temporada anterior y tuvieron el privilegio de clasificar a los dos primeros en la Fase de Ascenso, mientras que el tercer y cuarto clasificado se enfrentaron a los dos primeros del Grupo VII a eliminatoria de partido único para decidir quien jugaba la Promoción de Ascenso.
En la mayoría de los grupos hubo descensos directos a categoría regional.

## Clasificaciones

### Grupo I
| Pos. | Equipo                       | Pts. | PJ | G  | E | P  | GF  | GC  | Dif. | Clasificación                                            |
| ---- | ---------------------------- | ---- | -- | -- | - | -- | --- | --- | ---- | -------------------------------------------------------- |
| 1    | C. D. Orense                 | 51   | 34 | 22 | 7 | 5  | 96  | 34  | +62  | Acceso a Promoción de ascenso para campeones de grupo    |
| 2    | Turista S. C.                | 49   | 34 | 22 | 5 | 7  | 100 | 39  | +61  | Acceso a Promoción de ascenso para subcampeones de grupo |
| 3    | C. D. Lugo                   | 45   | 34 | 19 | 7 | 8  | 62  | 38  | +24  |                                                          |
| 4    | Arosa S. C.                  | 42   | 34 | 20 | 2 | 12 | 54  | 47  | +7   |                                                          |
| 5    | Club Lemos                   | 39   | 34 | 17 | 5 | 12 | 70  | 41  | +29  |                                                          |
| 6    | Arsenal C. F.                | 39   | 34 | 16 | 7 | 11 | 59  | 46  | +13  |                                                          |
| 7    | C. D. Juvenil                | 38   | 34 | 16 | 6 | 12 | 62  | 43  | +19  |                                                          |
| 8    | Fabril S. D.                 | 35   | 34 | 14 | 7 | 13 | 46  | 51  | −5   |                                                          |
| 9    | Club Gran Peña               | 33   | 34 | 13 | 7 | 14 | 57  | 49  | +8   |                                                          |
| 10   | Flavia S. D.                 | 33   | 34 | 14 | 5 | 15 | 54  | 81  | −27  |                                                          |
| 11   | Club Santiago                | 33   | 34 | 13 | 7 | 14 | 74  | 55  | +19  |                                                          |
| 12   | S. D. Juvenil de Puenteareas | 30   | 34 | 13 | 4 | 17 | 57  | 66  | −9   |                                                          |
| 13   | Órdenes S. D.                | 30   | 34 | 13 | 4 | 17 | 49  | 79  | −30  |                                                          |
| 14   | Club Zeltia Deportivo        | 30   | 34 | 13 | 4 | 17 | 54  | 85  | −31  |                                                          |
| 15   | Pontevedra C. F. (D)         | 29   | 34 | 12 | 5 | 17 | 53  | 60  | −7   | Descenso a Regional                                      |
| 16   | Brigantium C. F. (D)         | 23   | 34 | 10 | 5 | 19 | 53  | 71  | −18  | Descenso a Regional                                      |
| 17   | Marín C. F. (D)              | 22   | 34 | 10 | 2 | 22 | 39  | 84  | −45  | Descenso a Regional                                      |
| 18   | Ribadeo C. F. (D)            | 9    | 34 | 3  | 3 | 28 | 31  | 101 | −70  | Descenso a Regional                                      |

 Fuente: Fútbol Regional

### Grupo II
| Pos. | Equipo                | Pts. | PJ | G  | E  | P  | GF | GC | Dif. | Clasificación                                            |
| ---- | --------------------- | ---- | -- | -- | -- | -- | -- | -- | ---- | -------------------------------------------------------- |
| 1    | U. D. El Entrego      | 44   | 28 | 18 | 8  | 2  | 88 | 35 | +53  | Acceso a Promoción de ascenso para campeones de grupo    |
| 2    | Club Langreano        | 39   | 28 | 15 | 9  | 4  | 71 | 35 | +36  | Acceso a Promoción de ascenso para subcampeones de grupo |
| 3    | Real Titánico         | 33   | 28 | 14 | 5  | 9  | 69 | 57 | +12  |                                                          |
| 4    | C. D. Turón           | 26   | 28 | 11 | 4  | 13 | 52 | 61 | −9   |                                                          |
| 5    | Real Juvencia         | 24   | 28 | 9  | 6  | 13 | 50 | 60 | −10  |                                                          |
| 6    | Club Condal           | 23   | 28 | 9  | 5  | 14 | 58 | 85 | −27  |                                                          |
| 7    | Club Marino de Luanco | 22   | 28 | 6  | 10 | 12 | 42 | 54 | −12  |                                                          |
| 8    | Club Calzada          | 13   | 28 | 3  | 7  | 18 | 35 | 73 | −38  |                                                          |

 Fuente: Fútbol Regional

### Grupo III
| Pos. | Equipo                    | Pts. | PJ | G  | E | P  | GF | GC | Dif. | Clasificación                                            |
| ---- | ------------------------- | ---- | -- | -- | - | -- | -- | -- | ---- | -------------------------------------------------------- |
| 1    | C. D. Basconia            | 41   | 30 | 17 | 7 | 6  | 68 | 34 | +34  | Acceso a Promoción de ascenso para campeones de grupo    |
| 2    | Gimnástica de Torrelavega | 37   | 30 | 16 | 5 | 9  | 47 | 36 | +11  | Acceso a Promoción de ascenso para subcampeones de grupo |
| 3    | C. D. Villosa             | 35   | 30 | 15 | 5 | 10 | 47 | 35 | +12  |                                                          |
| 4    | Arenas Club               | 35   | 30 | 15 | 5 | 10 | 34 | 29 | +5   |                                                          |
| 5    | S. D. Deusto-Universidad  | 34   | 30 | 14 | 6 | 10 | 64 | 47 | +17  |                                                          |
| 6    | S. C. D. Durango          | 30   | 30 | 13 | 4 | 13 | 48 | 44 | +4   |                                                          |
| 7    | C. D. Guecho              | 30   | 30 | 12 | 6 | 12 | 38 | 34 | +4   |                                                          |
| 8    | S. D. Valmaseda C. F.     | 29   | 30 | 13 | 3 | 14 | 39 | 43 | −4   |                                                          |
| 9    | S. D. Rayo Cantabria      | 28   | 30 | 13 | 2 | 15 | 52 | 61 | −9   |                                                          |
| 10   | S. D. Begoña              | 28   | 30 | 11 | 6 | 13 | 33 | 37 | −4   |                                                          |
| 11   | Club Portugalete          | 27   | 30 | 10 | 7 | 13 | 41 | 55 | −14  |                                                          |
| 12   | C. D. Padura              | 26   | 30 | 10 | 6 | 14 | 38 | 44 | −6   |                                                          |
| 13   | Club Erandio              | 26   | 30 | 11 | 4 | 15 | 37 | 38 | −1   |                                                          |
| 14   | Club Bermeo (D)           | 26   | 30 | 10 | 6 | 14 | 44 | 52 | −8   | Descenso a Regional                                      |
| 15   | C. D. Laredo (D)          | 25   | 30 | 10 | 5 | 15 | 50 | 76 | −26  | Descenso a Regional                                      |
| 16   | Santoña C. F. (D)         | 23   | 30 | 7  | 9 | 14 | 21 | 36 | −15  | Descenso a Regional                                      |

 Fuente: Fútbol Regional

### Grupo IV
| Pos. | Equipo                | Pts. | PJ | G  | E  | P  | GF | GC | Dif. | Clasificación                                            |
| ---- | --------------------- | ---- | -- | -- | -- | -- | -- | -- | ---- | -------------------------------------------------------- |
| 1    | C. D. Elgóibar        | 46   | 34 | 20 | 6  | 8  | 86 | 44 | +42  | Acceso a Promoción de ascenso para campeones de grupo    |
| 2    | C. D. Azcoyen         | 44   | 34 | 19 | 6  | 9  | 70 | 46 | +24  | Acceso a Promoción de ascenso para subcampeones de grupo |
| 3    | Villafranca U. C.     | 43   | 34 | 19 | 5  | 10 | 69 | 51 | +18  |                                                          |
| 4    | C. D. Tudelano        | 42   | 34 | 18 | 6  | 10 | 66 | 53 | +13  |                                                          |
| 5    | C. D. Touring         | 41   | 34 | 19 | 3  | 12 | 77 | 49 | +28  |                                                          |
| 6    | C. D. Calahorra       | 40   | 34 | 18 | 4  | 12 | 76 | 59 | +17  |                                                          |
| 7    | S. D. Beasain         | 37   | 34 | 16 | 5  | 13 | 74 | 64 | +10  |                                                          |
| 8    | C. D. Hernani         | 34   | 34 | 13 | 8  | 13 | 51 | 51 | 0    |                                                          |
| 9    | C. D. Anaitasuna      | 34   | 34 | 14 | 6  | 14 | 64 | 63 | +1   |                                                          |
| 10   | C. D. Iruña           | 34   | 34 | 14 | 6  | 14 | 58 | 60 | −2   |                                                          |
| 11   | C. D. Vitoria         | 33   | 34 | 14 | 5  | 15 | 66 | 59 | +7   |                                                          |
| 12   | Real Unión Club       | 32   | 34 | 11 | 10 | 13 | 58 | 59 | −1   |                                                          |
| 13   | C. D. Mirandés        | 31   | 34 | 13 | 5  | 16 | 53 | 63 | −10  |                                                          |
| 14   | C. D. Oberena         | 30   | 34 | 12 | 6  | 16 | 60 | 60 | 0    |                                                          |
| 15   | J. D. Mondragón (D)   | 29   | 34 | 13 | 3  | 18 | 57 | 61 | −4   | Descenso a Regional                                      |
| 16   | C. D. Peña Sport (D)  | 25   | 34 | 8  | 9  | 17 | 45 | 84 | −39  | Descenso a Regional                                      |
| 17   | Atlético Castejón (D) | 20   | 34 | 5  | 10 | 19 | 43 | 87 | −44  | Descenso a Regional                                      |
| 18   | C. D. Alesves (D)     | 17   | 34 | 6  | 5  | 23 | 36 | 96 | −60  | Descenso a Regional                                      |

 Fuente: Fútbol Regional

### Grupo V
| Pos. | Equipo             | Pts. | PJ | G  | E  | P  | GF  | GC  | Dif. | Clasificación                                            |
| ---- | ------------------ | ---- | -- | -- | -- | -- | --- | --- | ---- | -------------------------------------------------------- |
| 1    | Arenas S. D.       | 50   | 34 | 20 | 10 | 4  | 99  | 43  | +56  | Acceso a Promoción de ascenso para campeones de grupo    |
| 2    | C. D. Binéfar      | 48   | 34 | 21 | 6  | 7  | 101 | 40  | +61  | Acceso a Promoción de ascenso para subcampeones de grupo |
| 3    | C. D. Teruel       | 43   | 34 | 17 | 9  | 8  | 69  | 45  | +24  |                                                          |
| 4    | C. D. Calatayud    | 41   | 34 | 19 | 3  | 12 | 80  | 60  | +20  |                                                          |
| 5    | C. D. Tauste       | 41   | 34 | 18 | 5  | 11 | 79  | 48  | +31  |                                                          |
| 6    | U. D. Amistad      | 39   | 34 | 15 | 9  | 10 | 70  | 52  | +18  |                                                          |
| 7    | U. D. Barbastro    | 39   | 34 | 15 | 9  | 10 | 73  | 60  | +13  |                                                          |
| 8    | U. D. Fraga        | 36   | 34 | 16 | 4  | 14 | 59  | 49  | +10  |                                                          |
| 9    | C. D. Numancia     | 35   | 34 | 15 | 5  | 14 | 59  | 62  | −3   |                                                          |
| 10   | U. D. Jaca         | 31   | 34 | 14 | 3  | 17 | 62  | 84  | −22  |                                                          |
| 11   | S. D. Triasú       | 31   | 34 | 12 | 7  | 15 | 66  | 103 | −37  |                                                          |
| 12   | C. D. Ejea         | 31   | 34 | 13 | 5  | 16 | 52  | 69  | −17  |                                                          |
| 13   | C. D. Gallur       | 30   | 34 | 12 | 6  | 16 | 59  | 66  | −7   |                                                          |
| 14   | Atlético de Monzón | 28   | 34 | 12 | 4  | 18 | 55  | 74  | −19  |                                                          |
| 15   | C. D. Mequinenza   | 25   | 34 | 11 | 3  | 20 | 69  | 76  | −7   |                                                          |
| 16   | C. D. Caspe        | 23   | 34 | 8  | 7  | 19 | 44  | 88  | −44  |                                                          |
| 17   | Utebo C. F.        | 22   | 34 | 8  | 6  | 20 | 45  | 75  | −30  |                                                          |
| 18   | C. D. Cariñena (D) | 19   | 34 | 5  | 9  | 20 | 49  | 96  | −47  | Descenso a Regional                                      |

 Fuente: Fútbol Regional

### Grupo VI
| Pos. | Equipo                    | Pts. | PJ | G  | E  | P  | GF  | GC  | Dif. | Clasificación                                            |
| ---- | ------------------------- | ---- | -- | -- | -- | -- | --- | --- | ---- | -------------------------------------------------------- |
| 1    | U. D. Sans                | 60   | 46 | 26 | 8  | 12 | 121 | 69  | +52  | Acceso a Promoción de ascenso para campeones de grupo    |
| 2    | C. F. Badalona            | 59   | 46 | 25 | 9  | 12 | 95  | 72  | +23  | Acceso a Promoción de ascenso para campeones de grupo    |
| 3    | C. D. Manresa             | 56   | 46 | 25 | 6  | 15 | 90  | 59  | +31  | Acceso a Promoción de ascenso para subcampeones de grupo |
| 4    | C. D. Europa              | 56   | 46 | 23 | 10 | 13 | 101 | 63  | +38  | Acceso a Promoción de ascenso para subcampeones de grupo |
| 5    | C. F. Hércules Hospitalet | 53   | 46 | 21 | 11 | 14 | 94  | 85  | +9   |                                                          |
| 6    | Gimnástico de Tarragona   | 52   | 46 | 22 | 8  | 16 | 94  | 68  | +26  |                                                          |
| 7    | C. D. Fabra y Coats       | 50   | 36 | 20 | 10 | 6  | 90  | 70  | +20  |                                                          |
| 8    | C. D. Tortosa             | 49   | 46 | 22 | 5  | 19 | 103 | 81  | +22  |                                                          |
| 9    | C. D. Adrianense          | 49   | 46 | 19 | 11 | 16 | 87  | 95  | −8   |                                                          |
| 10   | C. D. San Andrés          | 49   | 46 | 21 | 7  | 18 | 90  | 75  | +15  |                                                          |
| 11   | U. D. Artiguense          | 47   | 46 | 19 | 9  | 18 | 92  | 88  | +4   |                                                          |
| 12   | C. D. La Cava             | 47   | 46 | 21 | 5  | 20 | 73  | 86  | −13  |                                                          |
| 13   | U. D. Vich                | 46   | 46 | 20 | 6  | 20 | 83  | 90  | −7   |                                                          |
| 14   | C. F. Amposta             | 45   | 46 | 19 | 7  | 20 | 104 | 100 | +4   |                                                          |
| 15   | C. D. Granollers          | 45   | 46 | 20 | 5  | 21 | 112 | 105 | +7   |                                                          |
| 16   | C. D. Mataró              | 44   | 46 | 16 | 12 | 18 | 92  | 97  | −5   |                                                          |
| 17   | U. A. Horta               | 43   | 46 | 17 | 9  | 20 | 76  | 88  | −12  |                                                          |
| 18   | C. D. Puigreig            | 40   | 46 | 17 | 6  | 23 | 92  | 104 | −12  |                                                          |
| 19   | U. D. San Martín          | 40   | 46 | 16 | 8  | 22 | 80  | 107 | −27  |                                                          |
| 20   | U. D. Pueblo Seco         | 39   | 46 | 15 | 9  | 22 | 85  | 109 | −24  |                                                          |
| 21   | C. D. Moncada             | 39   | 46 | 16 | 7  | 23 | 77  | 99  | −22  |                                                          |
| 22   | C. D. Júpiter             | 38   | 46 | 15 | 8  | 23 | 77  | 100 | −23  |                                                          |
| 23   | Atlético Pueblo Nuevo     | 32   | 46 | 13 | 6  | 27 | 69  | 109 | −40  |                                                          |
| 24   | C. F. Mollet              | 26   | 46 | 11 | 4  | 31 | 55  | 113 | −58  |                                                          |

 Fuente: Fútbol Regional
Notas:
1. ↑  Para la siguiente temporada el C. F. Hércules Hospitalet se fusiona con el C. D. Santa Eulalia y la U. D. Hospitalet para formar el C. D. Hospitalet

### Grupo VII
| Pos. | Equipo                          | Pts. | PJ | G  | E  | P  | GF  | GC  | Dif. | Clasificación                                            |
| ---- | ------------------------------- | ---- | -- | -- | -- | -- | --- | --- | ---- | -------------------------------------------------------- |
| 1    | U. D. Olot                      | 56   | 42 | 24 | 8  | 10 | 94  | 58  | +36  | Acceso a Promoción de ascenso para subcampeones de grupo |
| 2    | C. D. Mercantil                 | 52   | 42 | 25 | 2  | 15 | 93  | 75  | +18  | Acceso a Promoción de ascenso para subcampeones de grupo |
| 3    | U. D. A. Gramanet               | 50   | 42 | 19 | 12 | 11 | 88  | 62  | +26  |                                                          |
| 4    | C. F. Reus Deportivo            | 49   | 42 | 20 | 9  | 13 | 90  | 56  | +34  |                                                          |
| 5    | A. D. C. Manlleu                | 49   | 42 | 20 | 9  | 13 | 110 | 84  | +26  |                                                          |
| 6    | C. F. Samboyano                 | 48   | 42 | 22 | 4  | 16 | 92  | 69  | +23  |                                                          |
| 7    | C. D. Agut                      | 47   | 42 | 18 | 11 | 13 | 72  | 68  | +4   |                                                          |
| 8    | C. D. Sallent                   | 47   | 42 | 20 | 7  | 15 | 86  | 67  | +19  |                                                          |
| 9    | C. F. Villafranca               | 47   | 42 | 20 | 7  | 15 | 88  | 67  | +21  |                                                          |
| 10   | C. F. Igualada                  | 46   | 42 | 21 | 4  | 17 | 77  | 79  | −2   |                                                          |
| 11   | C. D. San Celoni                | 44   | 42 | 19 | 6  | 17 | 99  | 104 | −5   |                                                          |
| 12   | Guixols C. F.                   | 41   | 42 | 19 | 5  | 18 | 90  | 96  | −6   |                                                          |
| 13   | U. D. Hospitalet                | 39   | 42 | 16 | 7  | 19 | 77  | 89  | −12  |                                                          |
| 14   | C. F. Calella                   | 38   | 42 | 14 | 10 | 18 | 61  | 82  | −21  |                                                          |
| 15   | U. D. Figueras                  | 37   | 42 | 15 | 7  | 20 | 90  | 90  | 0    |                                                          |
| 16   | Atlético Iberia                 | 36   | 42 | 13 | 10 | 19 | 68  | 87  | −19  |                                                          |
| 17   | U. D. Rapitense                 | 36   | 42 | 15 | 6  | 21 | 87  | 92  | −5   |                                                          |
| 18   | U. D. Seo de Urgel              | 35   | 42 | 12 | 11 | 19 | 74  | 103 | −29  |                                                          |
| 19   | C. F. Gavá (D)                  | 35   | 42 | 16 | 3  | 23 | 83  | 87  | −4   | Descenso a Regional                                      |
| 20   | C. D. Molins de Rey (D)         | 33   | 42 | 12 | 9  | 21 | 81  | 111 | −30  | Descenso a Regional                                      |
| 21   | U. D. Cataluña de Les Corts (D) | 31   | 42 | 11 | 9  | 22 | 73  | 103 | −30  | Descenso a Regional                                      |
| 22   | C. D. Santa Eulalia (D)         | 26   | 42 | 11 | 4  | 27 | 63  | 107 | −44  | Descenso a Regional                                      |

 Fuente: Fútbol Regional
Notas:
1. 1 2  Para la siguiente temporada el C. F. Hércules Hospitalet se fusiona con el C. D. Santa Eulalia y la U. D. Hospitalet para formar el C. D. Hospitalet

### Grupo VIII
| Pos. | Equipo                   | Pts. | PJ | G  | E | P  | GF  | GC  | Dif. | Clasificación                                            |
| ---- | ------------------------ | ---- | -- | -- | - | -- | --- | --- | ---- | -------------------------------------------------------- |
| 1    | R. C. D. Mallorca        | 57   | 34 | 26 | 5 | 3  | 121 | 27  | +94  | Acceso a Promoción de ascenso para campeones de grupo    |
| 2    | C. D. Atlético Baleares  | 49   | 34 | 24 | 1 | 9  | 93  | 41  | +52  | Acceso a Promoción de ascenso para subcampeones de grupo |
| 3    | C. D. Felanich           | 47   | 34 | 19 | 9 | 6  | 98  | 40  | +58  |                                                          |
| 4    | C. D. Manacor            | 46   | 34 | 21 | 4 | 9  | 79  | 52  | +27  |                                                          |
| 5    | C. D. Constancia         | 40   | 34 | 19 | 2 | 13 | 83  | 75  | +8   |                                                          |
| 6    | U. D. Mahón              | 37   | 34 | 17 | 3 | 14 | 74  | 61  | +13  |                                                          |
| 7    | C. D. Soledad            | 35   | 34 | 15 | 5 | 14 | 66  | 62  | +4   |                                                          |
| 8    | C. D. España             | 35   | 34 | 14 | 7 | 13 | 74  | 55  | +19  |                                                          |
| 9    | U. D. Poblense           | 35   | 34 | 15 | 5 | 14 | 62  | 69  | −7   |                                                          |
| 10   | C. D. Atlético Ciudadela | 34   | 34 | 15 | 4 | 15 | 74  | 76  | −2   |                                                          |
| 11   | C. D. Binisalem          | 34   | 34 | 14 | 6 | 14 | 65  | 70  | −5   |                                                          |
| 12   | C. D. Alaró              | 31   | 34 | 13 | 5 | 16 | 74  | 87  | −13  |                                                          |
| 13   | C. D. Murense            | 28   | 34 | 10 | 8 | 16 | 61  | 93  | −32  |                                                          |
| 14   | C. F. Sóller             | 24   | 34 | 11 | 2 | 21 | 61  | 95  | −34  |                                                          |
| 15   | C. D. Alayor             | 23   | 34 | 8  | 7 | 19 | 47  | 74  | −27  |                                                          |
| 16   | C. D. Santañy (D)        | 20   | 34 | 9  | 5 | 20 | 53  | 87  | −34  | Descenso a Regional                                      |
| 17   | U. D. Porreras           | 18   | 34 | 8  | 2 | 24 | 44  | 110 | −66  |                                                          |
| 18   | C. D. Menorca            | 16   | 34 | 5  | 6 | 23 | 40  | 95  | −55  |                                                          |

 Fuente: Fútbol Regional
Notas:
1. ↑  El C. D. Santañy desapareció al finalizar la temporada.

### Grupo IX
| Pos. | Equipo                   | Pts. | PJ | G  | E  | P  | GF | GC  | Dif. | Clasificación                                            |
| ---- | ------------------------ | ---- | -- | -- | -- | -- | -- | --- | ---- | -------------------------------------------------------- |
| 1    | C. D. Alcoyano           | 52   | 34 | 24 | 4  | 6  | 92 | 30  | +62  | Acceso a Promoción de ascenso para campeones de grupo    |
| 2    | C. F. Gandía             | 51   | 34 | 23 | 5  | 6  | 86 | 41  | +45  | Acceso a Promoción de ascenso para subcampeones de grupo |
| 3    | U. D. Carcagente         | 48   | 34 | 19 | 10 | 5  | 81 | 42  | +39  |                                                          |
| 4    | C. D. Olímpico de Játiva | 46   | 34 | 21 | 4  | 9  | 97 | 42  | +55  |                                                          |
| 5    | C. D. Burriana           | 40   | 34 | 16 | 8  | 10 | 70 | 48  | +22  |                                                          |
| 6    | U. D. Alcira             | 40   | 34 | 18 | 4  | 12 | 66 | 50  | +16  |                                                          |
| 7    | Onteniente C. F.         | 40   | 34 | 16 | 8  | 10 | 63 | 47  | +16  |                                                          |
| 8    | Villarreal C. F.         | 35   | 34 | 14 | 7  | 13 | 58 | 57  | +1   |                                                          |
| 9    | C. D. Acero              | 34   | 34 | 16 | 2  | 16 | 58 | 50  | +8   |                                                          |
| 10   | C. D. Sagunto            | 32   | 34 | 13 | 6  | 15 | 84 | 78  | +6   |                                                          |
| 11   | Catarroja C. F.          | 30   | 34 | 13 | 4  | 17 | 51 | 74  | −23  |                                                          |
| 12   | Peña Deportiva Soriano   | 29   | 34 | 13 | 3  | 18 | 67 | 74  | −7   |                                                          |
| 13   | C. D. Onda               | 26   | 34 | 10 | 6  | 18 | 63 | 75  | −12  |                                                          |
| 14   | U. D. Castellonense      | 26   | 34 | 10 | 6  | 18 | 49 | 78  | −29  |                                                          |
| 15   | Burjasot C. F.           | 25   | 34 | 9  | 7  | 18 | 49 | 81  | −32  |                                                          |
| 16   | U. D. Manises (D)        | 23   | 34 | 9  | 5  | 20 | 44 | 90  | −46  | Descenso a Regional                                      |
| 17   | C. D. Utiel (D)          | 19   | 34 | 7  | 5  | 22 | 47 | 105 | −58  | Descenso a Regional                                      |
| 18   | U. D. Carlet (D)         | 16   | 34 | 6  | 4  | 24 | 37 | 100 | −63  | Descenso a Regional                                      |

 Fuente: Fútbol Regional

### Grupo X
| Pos. | Equipo                   | Pts. | PJ | G  | E | P  | GF  | GC  | Dif. | Clasificación                                            |
| ---- | ------------------------ | ---- | -- | -- | - | -- | --- | --- | ---- | -------------------------------------------------------- |
| 1    | Elche C. F.              | 52   | 34 | 24 | 4 | 6  | 102 | 34  | +68  | Acceso a Promoción de ascenso para campeones de grupo    |
| 2    | U. D. Elda               | 49   | 34 | 22 | 5 | 7  | 78  | 42  | +36  | Acceso a Promoción de ascenso para subcampeones de grupo |
| 3    | Imperial C. F.           | 45   | 34 | 21 | 3 | 10 | 89  | 40  | +49  |                                                          |
| 4    | U. D. Cartagenera        | 45   | 34 | 21 | 3 | 10 | 108 | 59  | +49  |                                                          |
| 5    | Albacete Balompié        | 44   | 34 | 21 | 2 | 11 | 101 | 48  | +53  |                                                          |
| 6    | Hellín Deportivo         | 39   | 24 | 19 | 1 | 4  | 80  | 53  | +27  |                                                          |
| 7    | Callosa Deportiva C. F.  | 36   | 34 | 17 | 2 | 15 | 91  | 74  | +17  |                                                          |
| 8    | S. D. Almansa            | 33   | 34 | 14 | 5 | 15 | 77  | 110 | −33  |                                                          |
| 9    | C. Deportiva Minera      | 32   | 34 | 14 | 4 | 16 | 75  | 79  | −4   |                                                          |
| 10   | C. D. Lorca              | 30   | 34 | 14 | 2 | 18 | 58  | 63  | −5   |                                                          |
| 11   | C. D. Tháder             | 30   | 34 | 13 | 4 | 17 | 70  | 79  | −9   |                                                          |
| 12   | C. D. Yeclano            | 30   | 34 | 14 | 2 | 18 | 70  | 76  | −6   |                                                          |
| 13   | Cieza C. F.              | 30   | 34 | 13 | 4 | 17 | 49  | 98  | −49  |                                                          |
| 14   | Orihuela Deportiva C. F. | 30   | 34 | 14 | 2 | 18 | 80  | 84  | −4   |                                                          |
| 15   | Águilas C. F.            | 28   | 34 | 12 | 4 | 18 | 72  | 93  | −21  |                                                          |
| 16   | C. D. Almoradí           | 26   | 34 | 10 | 6 | 18 | 55  | 91  | −36  |                                                          |
| 17   | Novelda C. F.            | 23   | 34 | 10 | 3 | 21 | 43  | 84  | −41  |                                                          |
| 18   | C. D. Aspense (D)        | 10   | 34 | 4  | 2 | 28 | 28  | 119 | −91  | Descenso a Regional                                      |

 Fuente: Fútbol Regional

### Grupo XI
| Pos. | Equipo                      | Pts. | PJ | G  | E  | P  | GF | GC | Dif. | Clasificación                                            |
| ---- | --------------------------- | ---- | -- | -- | -- | -- | -- | -- | ---- | -------------------------------------------------------- |
| 1    | C. D. Linares               | 39   | 28 | 18 | 3  | 7  | 61 | 36 | +25  | Acceso a Promoción de ascenso para campeones de grupo    |
| 2    | C. D. Iliturgi              | 37   | 28 | 17 | 3  | 8  | 74 | 36 | +38  | Acceso a Promoción de ascenso para subcampeones de grupo |
| 3    | Úbeda C. F.                 | 36   | 28 | 13 | 10 | 5  | 51 | 29 | +22  |                                                          |
| 4    | Recreativo Granada          | 33   | 28 | 12 | 9  | 7  | 61 | 37 | +24  |                                                          |
| 5    | Peñarroya-Pueblonuevo C. F. | 33   | 28 | 15 | 3  | 10 | 69 | 41 | +28  |                                                          |
| 6    | Atlético Almería            | 31   | 28 | 13 | 5  | 10 | 68 | 35 | +33  |                                                          |
| 7    | C. D. Ronda                 | 31   | 28 | 14 | 3  | 11 | 54 | 48 | +6   |                                                          |
| 8    | C. D. Antequerano           | 28   | 28 | 12 | 4  | 12 | 62 | 43 | +19  |                                                          |
| 9    | Guadix C. F.                | 26   | 28 | 13 | 2  | 13 | 56 | 56 | 0    |                                                          |
| 10   | Atlético Malagueño          | 24   | 28 | 11 | 2  | 15 | 39 | 55 | −16  |                                                          |
| 11   | U. D. Lucentina             | 23   | 28 | 9  | 5  | 14 | 42 | 73 | −31  |                                                          |
| 12   | C. D. Pozoblanco            | 22   | 28 | 9  | 4  | 15 | 39 | 86 | −47  |                                                          |
| 13   | C. D. Guardia de Franco     | 19   | 28 | 7  | 5  | 16 | 45 | 64 | −19  |                                                          |
| 14   | Martos Jaén Atlético        | 17   | 28 | 8  | 3  | 17 | 55 | 80 | −25  |                                                          |
| 15   | Atlético Bastetano          | 17   | 28 | 8  | 1  | 19 | 30 | 77 | −47  |                                                          |
| 16   | Motril C. F. (D)            | 0    | 0  | 0  | 0  | 0  | 0  | 0  | 0    | Descenso a Regional                                      |

 Fuente: Fútbol Regional
Notas:
1. ↑  El Motril C. F. se retiró a mitad de la competición y desapareció, todos sus resultados fueron anulados.

### Grupo XII
| Pos. | Equipo                     | Pts. | PJ | G  | E | P  | GF | GC | Dif. | Clasificación                                            |
| ---- | -------------------------- | ---- | -- | -- | - | -- | -- | -- | ---- | -------------------------------------------------------- |
| 1    | R. C. Recreativo de Huelva | 40   | 28 | 17 | 6 | 5  | 68 | 26 | +42  | Acceso a Promoción de ascenso para campeones de grupo    |
| 2    | Coria C. F.                | 35   | 28 | 15 | 5 | 8  | 66 | 37 | +29  | Acceso a Promoción de ascenso para subcampeones de grupo |
| 3    | Ayamonte C. F.             | 33   | 28 | 13 | 7 | 8  | 47 | 41 | +6   |                                                          |
| 4    | R. B. Linense              | 32   | 28 | 13 | 6 | 9  | 71 | 44 | +27  |                                                          |
| 5    | Atlético Morón Balompié    | 32   | 28 | 13 | 6 | 9  | 47 | 46 | +1   |                                                          |
| 6    | S. D. Olímpica Valverdeña  | 30   | 28 | 12 | 6 | 10 | 43 | 45 | −2   |                                                          |
| 7    | Lora C. F.                 | 29   | 28 | 14 | 1 | 13 | 49 | 56 | −7   |                                                          |
| 8    | Puerto Real C. F.          | 28   | 28 | 11 | 6 | 11 | 54 | 46 | +8   |                                                          |
| 9    | Recreatovo Portuense       | 28   | 28 | 12 | 4 | 12 | 55 | 57 | −2   |                                                          |
| 10   | S. D. Marchena Balompié    | 26   | 28 | 9  | 8 | 11 | 42 | 45 | −3   |                                                          |
| 11   | C. D. Puerto               | 24   | 28 | 10 | 4 | 14 | 36 | 45 | −9   |                                                          |
| 12   | Jerez Industrial C. F.     | 24   | 28 | 9  | 6 | 13 | 49 | 47 | +2   |                                                          |
| 13   | C. D. Utrera               | 21   | 28 | 7  | 7 | 14 | 44 | 64 | −20  |                                                          |
| 14   | U. D. Gaditana             | 20   | 28 | 8  | 4 | 16 | 44 | 70 | −26  |                                                          |
| 15   | Riotinto Balompié (D)      | 18   | 28 | 7  | 4 | 17 | 40 | 86 | −46  | Descenso a Regional                                      |
| 16   | Chiclana C. F. (D)         | 0    | 0  | 0  | 0 | 0  | 0  | 0  | 0    | Descenso a Regional                                      |

 Fuente: Fútbol Regional
Notas:
1. ↑  El Chiclana C. F. se retiró a mitad de la competición y desapareció, todos sus resultados fueron anulados.

### Grupo XIII
| Pos. | Equipo                          | Pts. | PJ | G  | E | P  | GF | GC | Dif. | Clasificación                                            |
| ---- | ------------------------------- | ---- | -- | -- | - | -- | -- | -- | ---- | -------------------------------------------------------- |
| 1    | S. D. Emeritense                | 30   | 24 | 14 | 2 | 8  | 52 | 33 | +19  | Acceso a Promoción de ascenso para campeones de grupo    |
| 2    | C. D. Cacereño                  | 30   | 24 | 14 | 2 | 8  | 46 | 42 | +4   | Acceso a Promoción de ascenso para subcampeones de grupo |
| 3    | Moralo C. F.                    | 26   | 24 | 11 | 4 | 9  | 41 | 40 | +1   |                                                          |
| 4    | C. D. Don Benito                | 26   | 24 | 12 | 2 | 10 | 56 | 45 | +11  |                                                          |
| 5    | C. D. Plasencia                 | 24   | 24 | 13 | 1 | 10 | 60 | 39 | +21  |                                                          |
| 6    | C. D. Villanovense (D)          | 16   | 24 | 7  | 5 | 12 | 35 | 49 | −14  | Descenso a Regional                                      |
| 7    | C. D. Metalúrgica Extremeña (D) | 10   | 24 | 4  | 2 | 18 | 26 | 68 | −42  | Descenso a Regional                                      |
| 8    | U. D. Azuaga (D)                | 0    | 0  | 0  | 0 | 0  | 0  | 0  | 0    | Descenso a Regional                                      |

 Fuente: Fútbol Regional
Notas:
1. ↑  La U. D. Azuaga se retiró a mitad de la temporada y sus resultados fueron anulados.

### Grupo XIV
| Pos. | Equipo                              | Pts. | PJ | G  | E  | P  | GF  | GC | Dif. | Clasificación                                            |
| ---- | ----------------------------------- | ---- | -- | -- | -- | -- | --- | -- | ---- | -------------------------------------------------------- |
| 1    | U. D. Salamanca                     | 55   | 34 | 25 | 5  | 4  | 95  | 29 | +66  | Acceso a Promoción de ascenso para campeones de grupo    |
| 2    | Atlético Zamora                     | 50   | 34 | 24 | 2  | 8  | 106 | 42 | +64  | Acceso a Promoción de ascenso para subcampeones de grupo |
| 3    | Atlético Palencia                   | 49   | 34 | 21 | 7  | 6  | 91  | 36 | +55  |                                                          |
| 4    | S. D. Hullera Vasco-Leonesa         | 46   | 34 | 19 | 8  | 7  | 76  | 35 | +41  |                                                          |
| 5    | Recreativo Europa Delicias          | 41   | 34 | 17 | 7  | 10 | 76  | 62 | +14  |                                                          |
| 6    | C. D. Juventud del Círculo Católico | 40   | 34 | 16 | 8  | 10 | 71  | 51 | +20  |                                                          |
| 7    | S. D. Ponferradina                  | 39   | 34 | 15 | 9  | 10 | 85  | 55 | +30  |                                                          |
| 8    | C. F. Júpiter Leonés                | 34   | 34 | 14 | 6  | 14 | 65  | 57 | +8   |                                                          |
| 9    | S. D. Unión Castilla                | 32   | 34 | 13 | 6  | 15 | 57  | 71 | −14  |                                                          |
| 10   | C. D. Astorga                       | 31   | 34 | 11 | 9  | 14 | 48  | 69 | −21  |                                                          |
| 11   | C. D. Béjar Industrial              | 31   | 34 | 12 | 7  | 15 | 57  | 62 | −5   |                                                          |
| 12   | C. D. Benavente                     | 31   | 34 | 13 | 5  | 16 | 62  | 88 | −26  |                                                          |
| 13   | Club Júpiter Atlético               | 27   | 34 | 11 | 5  | 18 | 61  | 92 | −31  |                                                          |
| 14   | S. D. Gimnástica Arandina           | 26   | 34 | 11 | 4  | 19 | 64  | 77 | −13  |                                                          |
| 15   | C. D. Juvenil Zamora                | 26   | 34 | 7  | 12 | 15 | 33  | 66 | −33  |                                                          |
| 16   | Ciudad Rodrigo C. F.                | 20   | 34 | 7  | 6  | 21 | 39  | 99 | −60  |                                                          |
| 17   | C. D. Salmantino (D)                | 19   | 34 | 8  | 3  | 23 | 37  | 68 | −31  | Descenso a Regional                                      |
| 18   | C. A. A. Salesianos Salamanca (D)   | 15   | 34 | 6  | 3  | 25 | 28  | 92 | −64  | Descenso a Regional                                      |

 Fuente: Fútbol Regional

### Grupo XV
| Pos. | Equipo                     | Pts. | PJ | G  | E  | P  | GF  | GC | Dif. | Clasificación                                            |
| ---- | -------------------------- | ---- | -- | -- | -- | -- | --- | -- | ---- | -------------------------------------------------------- |
| 1    | A. D. Plus Ultra           | 53   | 34 | 24 | 5  | 5  | 109 | 27 | +82  | Acceso a Promoción de ascenso para campeones de grupo    |
| 2    | C. F. Calvo Sotelo         | 48   | 34 | 20 | 8  | 6  | 82  | 39 | +43  | Acceso a Promoción de ascenso para subcampeones de grupo |
| 3    | C. D. Manchego             | 46   | 34 | 20 | 6  | 8  | 79  | 49 | +30  |                                                          |
| 4    | C. D. Femsa                | 38   | 34 | 16 | 6  | 12 | 86  | 63 | +23  |                                                          |
| 5    | Agromán C. F.              | 37   | 34 | 15 | 7  | 12 | 56  | 48 | +8   |                                                          |
| 6    | C. D. Guadalajara          | 37   | 34 | 16 | 5  | 13 | 72  | 79 | −7   |                                                          |
| 7    | R. C. D. Carabanchel       | 34   | 34 | 14 | 6  | 14 | 67  | 64 | +3   |                                                          |
| 8    | Aranjuez C. F.             | 34   | 34 | 16 | 4  | 14 | 74  | 66 | +8   |                                                          |
| 9    | C. D. Toledo               | 33   | 34 | 16 | 4  | 14 | 64  | 64 | 0    |                                                          |
| 10   | S. D. Gimnástica Segoviana | 33   | 34 | 14 | 5  | 15 | 65  | 66 | −1   |                                                          |
| 11   | Alcázar C. F.              | 32   | 34 | 12 | 8  | 14 | 60  | 76 | −16  |                                                          |
| 12   | Real Ávila C. F.           | 32   | 34 | 14 | 4  | 16 | 61  | 72 | −11  |                                                          |
| 13   | C. D. Leganés              | 31   | 34 | 10 | 11 | 13 | 63  | 66 | −3   |                                                          |
| 14   | U. B. Conquense            | 27   | 34 | 11 | 5  | 18 | 47  | 69 | −22  |                                                          |
| 15   | Manzanares C. F.           | 25   | 34 | 11 | 3  | 20 | 53  | 85 | −32  |                                                          |
| 16   | C. D. Parque Móvil         | 24   | 34 | 9  | 6  | 19 | 40  | 70 | −30  |                                                          |
| 17   | U. D. Girod (D)            | 23   | 34 | 9  | 5  | 20 | 54  | 83 | −29  | Descenso a Regional                                      |
| 18   | C. D. Cuatro Caminos (D)   | 20   | 34 | 8  | 4  | 22 | 47  | 83 | −36  | Descenso a Regional                                      |

 Fuente: Fútbol Regional

### Grupo XVI
| Pos. | Equipo              | Pts. | PJ | G | E | P | GF | GC | Dif. | Clasificación                                            |
| ---- | ------------------- | ---- | -- | - | - | - | -- | -- | ---- | -------------------------------------------------------- |
| 1    | Melilla C. F.       | 18   | 10 | 8 | 2 | 0 | 28 | 8  | +20  | Acceso a Promoción de ascenso para campeones de grupo    |
| 2    | Trafalgar C. F.     | 11   | 10 | 4 | 3 | 3 | 31 | 18 | +13  | Acceso a Promoción de ascenso para subcampeones de grupo |
| 3    | S. D. África Ceutí  | 9    | 10 | 3 | 3 | 4 | 12 | 16 | −4   |                                                          |
| 4    | Arcos C. F.         | 9    | 10 | 3 | 3 | 4 | 11 | 22 | −11  |                                                          |
| 5    | Barbate C. F.       | 7    | 10 | 2 | 3 | 5 | 12 | 15 | −3   |                                                          |
| 6    | Club Imperio Riffen | 6    | 10 | 3 | 0 | 7 | 12 | 27 | −15  |                                                          |

 Fuente: Fútbol Regional

## Promoción de ascenso a Segunda División

### Equipos clasificados
Los siguientes equipos se clasificaron para la promoción de ascenso a Segunda División:
En negrita se indican los equipos que ascendieron a Segunda División.
| Grupo I       | Grupo II          | Grupo III                    | Grupo IV       | Grupo V       |
| ------------- | ----------------- | ---------------------------- | -------------- | ------------- |
| 1º CD Orense  | 1º UD El Entrego  | 1º CD Basconia               | 1º CD Elgóibar | 1º Arenas SD  |
| 2º Turista SC | 2º Club Langreano | 2º Gimnástica de Torrelavega | 2º CD Azcoyen  | 2º CD Binéfar |

| Grupo VI       |
| -------------- |
| 1º UD Sans     |
| 2º CF Badalona |
| 3º CD Manresa  |
| 4º CD Europa   |

| Grupo VII       |
| --------------- |
| 1º UD Olot      |
| 2º CD Mercantil |

| Grupo VIII              | Grupo IX       | Grupo X     | Grupo XI       | Grupo XII                  |
| ----------------------- | -------------- | ----------- | -------------- | -------------------------- |
| 1º RCD Mallorca         | 1º CD Alcoyano | 1º Elche CF | 1º CD Linares  | 1º RC Recreativo de Huelva |
| 2º CD Atlético Baleares | 2º CF Gandía   | 2º UD Elda  | 2º CD Iliturgi | 2º Coria CF                |

| Grupo XIII       | Grupo XIV             | Grupo XV           | Grupo XVI       |
| ---------------- | --------------------- | ------------------ | --------------- |
| 1º SD Emeritense | 1º UD Salamanca       | 1º AD Plus Ultra   | 1º Melilla CF   |
| 2º CD Cacereño   | 2º Atlético de Zamora | 2º CF Calvo Sotelo | 2º Trafalgar CF |

|  | Clasificado para la Promoción de campeones de grupo ( si obtuvo el ascenso)                          |
|  | Clasificado para la Promoción de subcampeones de grupo y de segunda división ( si obtuvo el ascenso) |

### Equipos ascendidos
Los siguientes equipos ascendieron a Segunda División:
| - Club Deportivo Alcoyano | - Club Deportivo Basconia | - Agrupación Deportiva Plus Ultra | - Real Club Recreativo de Huelva |